# Inmaculada Concepción (Catedral de Segovia)

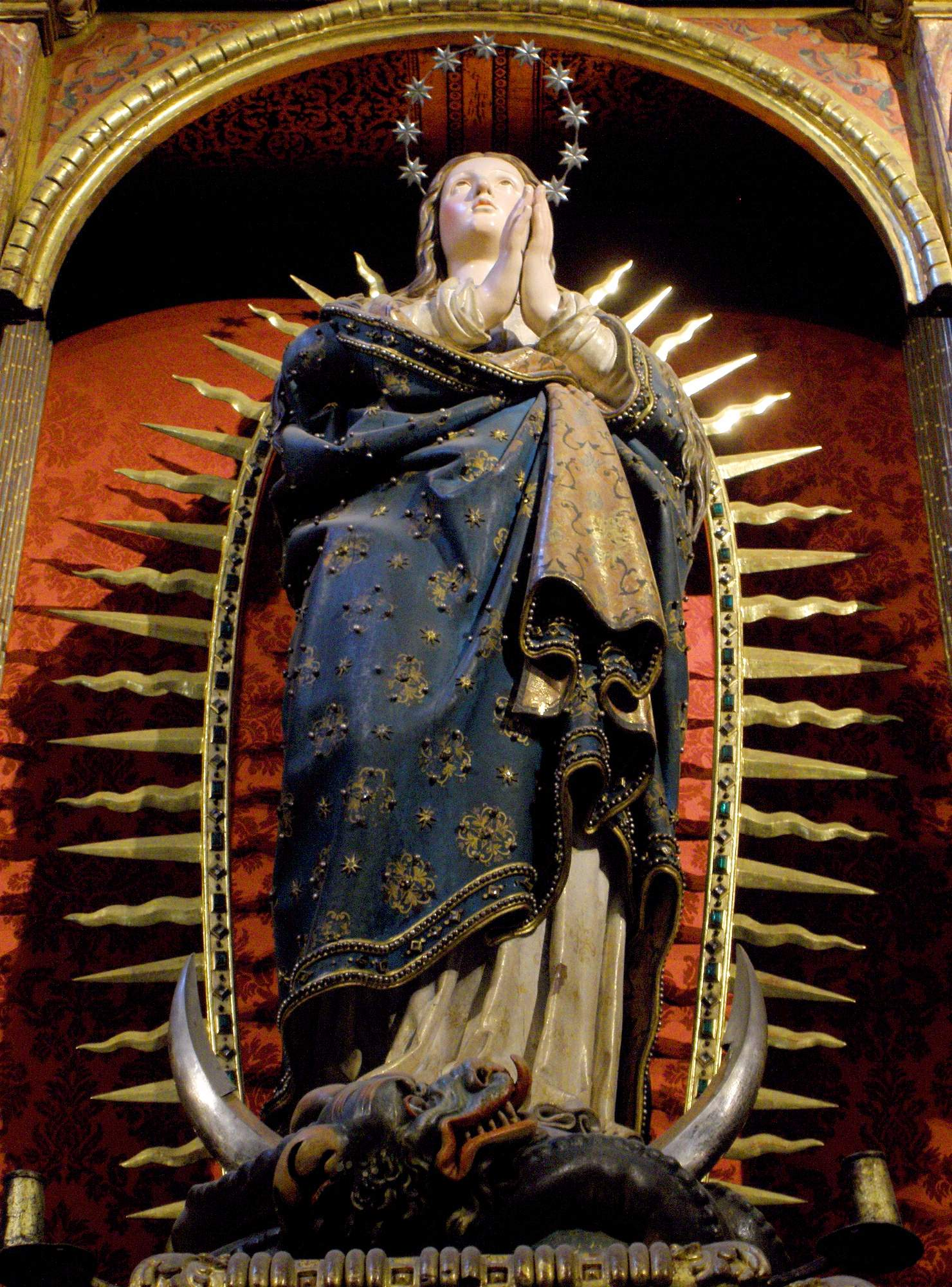
Imagen de la Inmaculada Concepción en su capilla de la catedral de Segovia.

María Santísima de la Limpia y Pura Concepción es una escultura barroca que se custodia en la capilla de la Concepción de la catedral de Segovia (Castilla y León).

## Historia y descripción
La capilla de la Concepción de la catedral de Segovia fue construida en 1531 a costa del cabildo catedralicio, que en 1621 encargó a Antonio de Herrera Barnuevo, escultor de Felipe IV de España, la imagen de la Virgen titular. El escultor siguió el mismo modelo que años antes había utilizado para la Imanculada Concepción que realizó para el monasterio de las Descalzas Reales de Madrid.
La imagen mariana se ubica en la hornacina del retablo que se ubica en el centro del testero de la capilla, realizado en madera dorada y policromada y de pequeñas dimensiones. La escultura presenta como peculiaridad una decoración a base de vidrios engastados, esferas de vidrio doradas y estrellas metálicas en el manto.